# Calixte-Joseph-Camille de La Forgue de Bellegarde
Calixte-Joseph-Camille de La Forgue de Bellegarde (15 avril 1806, Gap - 21 novembre 1875, Embrun), est un homme politique français.

## Biographie
Calixte-Joseph-Camille de La Forgue de Bellegarde est le fils de Denis François Calixte de La Forgue de Bellegarde, un militaire ayant notamment servit dans le régiment de Saintonge, avec le corps de Rochambeau, en tant qu'aide de camp d'Adam-Philippe de Custine, lors de la guerre d'Indépendance des États-Unis. Calixte-Joseph-Camille de La Forgue de Bellegarde est nommé chevalier de la Légion d'honneur, le 6 septembre 1860.

### Carrière politique

#### Mandat local
Il est maire d'Embrun. 
Il est conseiller général pour le canton d'Embrun de 1839 à 1871.

#### Mandat national
Il fut élu, le 23 avril 1848, représentant des Hautes-Alpes à l'Assemblée constituante. Il fit partie du comité des travaux publics et, bien que considéré comme radical, vota en général avec la droite. Il ne sera pas réélu aux élections suivantes, mais refit campagne lors des élections de 1863, sans plus de succès.

## Pour en savoir plus